# Sphère (topologie)
 (août 2022).
Si vous disposez d'ouvrages ou d'articles de référence ou si vous connaissez des sites web de qualité traitant du thème abordé ici, merci de compléter l'article en donnant les références utiles à sa vérifiabilité et en les liant à la section « Notes et références ».
Pour les articles homonymes, voir Sphère (homonymie).
En topologie, une sphère est une généralisation de la notion de sphère géométrique. Il s'agit d'un espace topologique homéomorphe à l'une des hypersphères, c'est-à-dire l'ensemble des points à une distance fixe d'un centre dans un espace euclidien.
La sphère de dimension 0 est constituée de deux points séparés, comme la paire {-1 ; 1} des réels à une distance 1 de zéro. La sphère de dimension 1 est le cercle usuel, la sphère de dimension 2 est la sphère usuelle et la sphère de dimension 3 peut se voir comme l'espace tridimensionnel muni d'un point à l'infini. Il en existe ainsi une en chaque dimension entière positive.
Les sphères peuvent être définies par récurrence par suspension. Elles permettent de définir les groupes d'homotopie.
Les sphères sont les seules variétés compactes sans bord et homotopiquement équivalentes aux hypersphères. Ce résultat, connu par classification en dimension 1 et 2, démontré en dimension supérieure ou égale à 4 pendant la deuxième moitié du XXe siècle, n'a été complété qu'au début du XXIe siècle par la résolution de la conjecture de Poincaré, pourtant formulée un siècle plus tôt.
Certaines sphères admettent des structures différentiables différentes de celle issue de la géométrie euclidienne. Le premier exemple connu a été donné par Kervaire et Milnor en dimension 7.

## Généralisation
Une sphère d'homologie est une variété compacte orientable dont l'homologie réduite à coefficients entiers n'a qu'une composante non triviale. C'est le cas par exemple de la sphère de Poincaré, variété de dimension 3 dont le premier groupe d'homotopie, d'ordre 120, est le groupe binaire icosaédrique (en).